# Thiazi
Thiazi, Þjazi ou Tiazi  (anglicizado como Thiazi, Thjazi, Tjasse ou Thiassi) é um gigante. Ele foi o filho do gigante Ölvaldi, irmão dos gigantes Iði e Gangr, e pai dos gigante de gelo, pai de Skadi, a esposa de Njord. Como se conta em seu mito, Thiazi, metamorfoseado como águia, captura Loki, e exige como preço da liberdade que lhe desse Iðunn como esposa.